# 筒柱螺属
筒柱螺屬是一個海螺的属，是囊舌總目之下的一個海洋腹足纲软体动物的分類單元。本屬亦是筒柱螺科（Cylindrobullidae）的模式屬，也是這個科之下唯一一個屬。

## 語源
本屬的學名由表示「圓柱形」的-和表示泡螺（棗螺科，泛指頭楯目物種）的組成。

## 分類
過往本屬被歸類到頭楯目去，也曾被歸到筒柱螺亞目（Cylindrobulloidea）去，而這個亞目亦只有筒柱螺科這一個科和筒柱螺屬這一個屬。

### 1996年分類
Jensen (1996)將本屬歸類到新建立的筒柱螺目（Cylindrobullacea）去，與囊舌目是姊妹分類單元。

### 1998年分類
Mikkelsen (1998)認為筒柱螺属實際上屬於帶殼的囊舌總目中的长足总科。這種分類學方面的轉變是基於許多特徵的相似性提出，包括有：消化系統、生殖系統、外套膜相關系統和神經系統。

### 2005年分類
根據2005年的《布歇特和洛克羅伊的腹足類分類》，筒柱螺科是筒柱螺總科（Cylindrobulloidea）之下唯一的一個科，而筒柱螺總科亦是後鰓類非正式群組之下Cylindrobullida群組的唯一成員。本科並沒有亞科。

### 2010年分類
Maeda et al. (2010)透過分子系统发生学分析，確認本屬是囊舌目的成員。

### 2017年分類
根據2017年《布歇特等人的腹足類分類》，筒柱螺科從過往獨自一個總科改為隸屬於长足总科。长足总科物種皆棲息於相同棲境，被称为“厥藻类区系”动物。

### 物種
本屬過往曾有十多個物種，但隨着部分物種從本屬分離成為Ascobulla屬，截至2018年12月14日，WoRMS紀錄本屬只餘下下列五個物種：
- Cylindrobulla beauii P. Fischer, 1857[2]：本屬的模式種，見於印度西部[11]。
- Cylindrobulla gigas P. M. Mikkelsen, 1998[9]。
- 普吉筒柱螺 Cylindrobulla phuketi Jensen, 1990[13]
- Cylindrobulla rozadora Ortea, 2020
- Cylindrobulla schuppi Laetz, Christa, Händeler & Wägele, 2014：關島特有種[14][15]
- 西沙筒柱螺 Cylindrobulla xishaensis Lin, 1978[16][6][11]：在西沙群島的金銀島發現[11]。

taxon inquirendum
- Species Cylindrobulla souverbiei Montrouzier, 1874：見於新喀里多尼亞[11]
- Species Cylindrobulla systremma Melvill, 1918：見於阿曼灣[11]

異名：
- 加州筒柱螺 Cylindrobulla californica Hamatani, 1971：見於美國[11]加州，今作Ascobulla californica (Hamatani, 1971)（原來組合）
- Cylindrobulla fischeri A. Adams & Angas, 1864：見於澳大利亞南部[11]，今作Ascobulla fischeri (A. Adams & Angas, 1864)（原來組合）
- Cylindrobulla fragilis (Jeffreys, 1856)：見於意大利及西班牙[11]，今作Ascobulla fragilis (Jeffreys, 1856)
- 日本筒柱螺 Cylindrobulla japonica Hamatani, 1969：見於日本南部[11]，今作Ascobulla japonica (Hamatani, 1969)（原來組合）
- Cylindrobulla pusilla G. Nevill & H. Nevill, 1869：見於斯里蘭卡[11]，今作Ascobulla fischeri (A. Adams & Angas, 1864)
- Cylindrobulla sculpta G. Nevill & H. Nevill, 1869[17]：見於斯里蘭卡[11]，今作Ascobulla fischeri (A. Adams & Angas, 1864)
- Cylindrobulla turtoni Bartsch, 1915[18]：見於非洲南部[11]，是Volvatella laguncula G. B. Sowerby III, 1894的異名。
- Cylindrobulla ulla Er. Marcus & Ev. Marcus, 1970：見於巴西[11]，今作Ascobulla ulla (Er. Marcus & Ev. Marcus, 1970)

## 參看
- Ascobulla：這個屬的物種形態上來說與本屬一樣，但內部解剖構造不同。這個屬也是长足总科的物種，但是屬於Volvatellidae科。

## 外部連結
- 維基物種上的相關：筒柱螺属
- http://www.seaslugforum.net/showall/ascospp （页面存档备份，存于）